# Hirschwaldstein
Der Hirschwaldstein ist ein 1095 m ü. A. hoher Gipfel in den Oberösterreichischen Voralpen. Er befindet sich in der oberösterreichischen Gemeinde Micheldorf in Oberösterreich unmittelbar oberhalb der Burg Altpernstein. Der Hirschwaldstein ist dem Hauptmassiv des Steinkogels (1063 m) und Steinmühlens (1099 m) nordwestlich vorgelagert.

## Wege
Der kürzeste markierte Wanderweg führt von Micheldorf über die Burg Altpernstein und den Kremstalblick (alternativ über das Eustachiuskreuz) zum Gipfel des Hirschwaldstein. Die längere Variante führt von Leonstein vom Westen aus zum Gipfel.

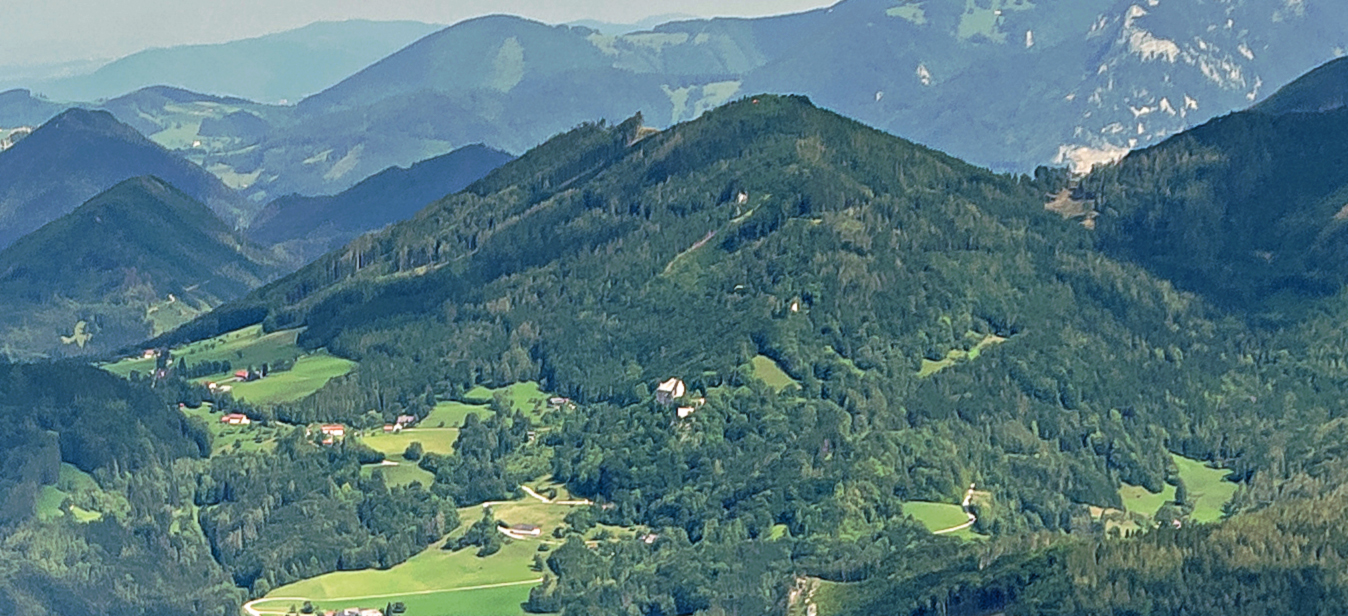
Blick von der Gradnalm